# General Motors en Turismo Competición 2000

General Motors participó activamente en el TC 2000 desde los inicios de la década del 2000, tras haber incursionado con un equipo oficial entre 1997 y 1998.

La historia de General Motors en los campeonatos de la familia del Turismo Competición 2000 es una de las más recientes en el mencionado campeonato argentino, a pesar de dividirse en tres etapas muy diferenciadas la una de la otra y siendo la primera de ellas, justamente en los albores de la categoría, de la mano de la marca Opel.
Se puede decir que la parte más importante de la historia de General Motors dentro del TC 2000, se dio de la mano de su marca insignia a nivel mundial (Chevrolet), la cual comenzó a competir en esta categoría en el año 1995 y tuvo su primera participación consistente en el año 1997, de la mano del primer equipo oficial de Chevrolet Argentina. De esta manera, General Motors participó activamente en el TC 2000 desde la primera mitad de los años 1990, a través de los equipos oficiales de la marca Chevrolet, o bien por intermedio de esfuerzos particulares que llevaban a la marca a las pistas. Debido también a sus participaciones en el Turismo Carretera, heredaría de esta categoría su rivalidad con la marca Ford.
A nivel de logros, este grupo automovilístico obtuvo tres títulos en el campeonato TC 2000, todos con la marca Chevrolet, en los años 2004, 2006 y 2007. Estos títulos se complementan con el obtenido en el año 2016, dentro de reformulado campeonato de Súper TC 2000 inaugurado en el año 2012. A lo largo de su existencia, Chervolet obtuvo sus títulos de la mano de los pilotos Christian Ledesma, Matías Rossi y Agustín Canapino, mientras que, además de estos tres pilotos, se destacarían como ganadores entre ambas divisionales, los pilotos Guillermo Ortelli, Marcelo Bugliotti, Franco Vivian, Norberto Fontana y Matías Muñoz Marchesi. Todos los títulos fueron obtenidos con los modelos Chevrolet Astra y Chevrolet Cruze.

## Historia

### Del Opel K-180 al Chevrolet Astra

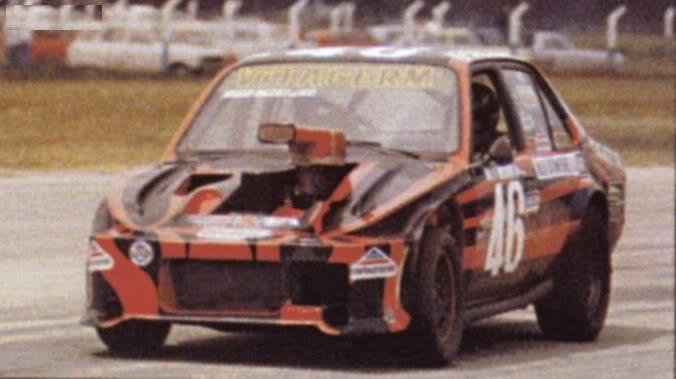
Unidad Opel K-180, utilizada sin éxito durante la década del '80.

Si bien en el año 1978 (dos años antes de iniciarse la temporada oficial de TC 2000) General Motors se retiró del mercado argentino, algunas fuentes aseguran que durante el desarrollo de las temporadas 1980 a 1985 algunos pilotos se presentaron a correr con los Opel K-180. Asimismo, unos años antes del retiro, el ingeniero Ricardo Félix Joseph, encargado del departamento de desarrollos deportivos de General Motors de Argentina, tuvo a su cargo una serie de pruebas a bordo de una unidad Opel K-180, con el fin de poder consolidar la puesta en pista de uno de estos modelos en el Turismo Carretera.
Sin embargo, los planes se truncarían debido al retiro de General Motors de la Argentina y, tras la inauguración del TC 2000 en 1980, fue presentada una unidad Opel K-180 que ya venía preparada desde las competencias de Turismo Carretera que involucraban a los modelos de 2000 cc. Uno de sus abanderados fue Carlos Osvaldo Estrada quien, como la mayoría, provenía del TC donde ya había manejado un coche de la marca. En 1984 se presentó a algunas carreras con un auto similar el piloto cordobés Rodolfo "Rolf" Becker.
Luego de esa aparición, no hubo otro modelo de General Motors hasta el año 1995, cuando hizo su debut la marca más querida por todos: Chevrolet. El responsable del debut de esta marca fue René Zanatta, quien cambió su Ford Sierra por un Chevrolet Kadett, pero siempre manteniéndose bajo la estructura de Hugo Bini. Casualmente formaba un equipo Chevrolet-Ford con Juan Manuel Silva, que piloteaba un Sierra.
Pero a mediados de año, el equipo se disolvió, yendo Zanatta a correr en el equipo oficial Fiat y Silva al equipo oficial Volkswagen. Los últimos meses de ese año Gustavo Der Ohanessian se encargó de pilotear el Kadett.
Dos años después, en 1997, Chevrolet debutaba como equipo oficial utilizando el modelo Chevrolet Vectra. Sus pilotos en ese entonces fueron Guillermo Ortelli y Luis Minervino, ambos pilotos de la marca en el TC. Este equipo, cimentó su estructura sobre el antiguo equipo Eg3 Competición que tenía a Oscar Castellano al mando, junto a Alberto Canapino con quien se asoció tras la salida de Tulio Crespi de este equipo y que durante el año anterior se encargó de atender el Ford Escort XR3 de Ortelli. El primer triunfo de la marca en la categoría, se dio en la penúltima carrera del año, cuando a merced de la descalificación de Walter Hernández, Guillermo Ortelli se vio beneficiado por haber arribado en segundo lugar. A mediados de ese año, Roberto Urretavizcaya reemplazaba a Minervino en la conducción del segundo Vectra a causa de la baja producción del ex-subcampeón de Turismo Carretera.
En 1998, Chevrolet volvió a contar con las asistencias de Alberto Canapino en el chasis y de Oscar Castellano en motores, a la vez de renovar parcialmente su plantilla con la llegada de René Zanatta. Sin embargo, el equipo se retiró a mediados del torneo, aduciendo problemas económicos, quedando la representación semioficial de la marca en manos del equipo de Tulio Crespi. A partir de entonces comienzan a sucederse diferentes nombres en los mandos del Chevrolet Vectra, entre los que se destacan: Luciano Crespi, Mariano Bainotti, Alejandro Bini, Gustavo Der Ohanessian y Roberto Urretavizcaya entre otros. Hugo Bini también tenía su equipo propio con Chevrolet Vectra. En las últimas tres carreras de 1998, Guillermo Ortelli y Fabián Acuña se presentaron con dos unidades Vectra atendidas por el equipo de Alberto Canapino y recibiendo la motorización de Oscar Castellano, pero ya sin representación oficial.
En el año 2002 se produjo el debut del modelo Chevrolet Astra. Las estructuras de Tulio Crespi y de Ulises Armellini son las encargadas de poner en pista a los coches. Comenzó el año con una buena performance en el Astra de Crespi, pero nuevamente la sucesión de nombres perjudicó a la marca.

### Chevrolet Pro Racing

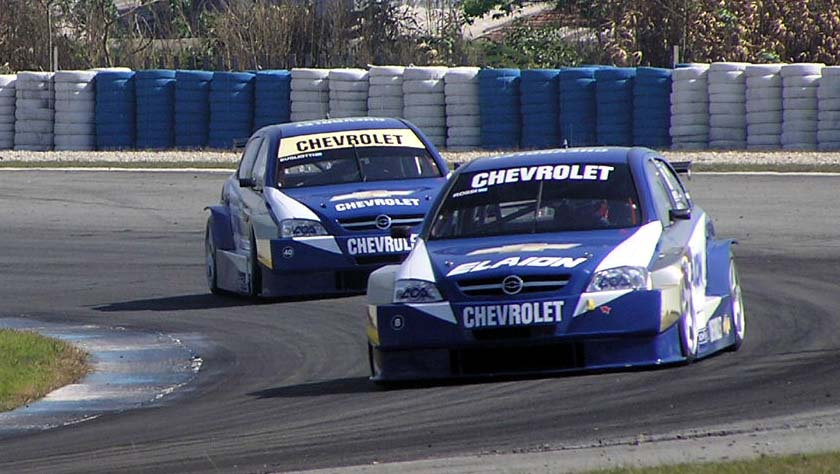
Dos Chevrolet Astra, girando en tándem. Este modelo, es el más exitoso de la marca dentro del TC 2000 con tres títulos: 2004, 2006 y 2007.

En el año 2003, se anuncia el regreso de General Motors al TC 2000. Para ello, forma una alianza con el Pro Racing Group, propiedad de Marcelo Bugliotti. El Chevrolet Astra fue conducido por los pilotos Christian Ledesma y el propio Bugliotti. En su temporada de retorno como equipo oficial, el equipo se muestra medianamente competitivo, ya que a pesar de haber obtenido dos triunfos de la mano de Ledesma y uno con Bugliotti, no alcanzarían para detener el poderío de las escuderías de las filiales de Ford y Honda, cerrando Ledesma como el mejor piloto de Chevrolet en el 9º lugar.
Luego de haber demostrado sus cualidades en la temporada 2003, al año siguiente el equipo se prepara para afrontar un nuevo desafío. En este año, el TC 2000 revolucionaría el ambiente con un nuevo reglamento técnico, que estipulaba la implementación de suspensiones de paralelo deformable y pontones laterales en las carrocerías. En esta temporada, Chevrolet además de confirmar a su plantel original, mostraría una mejor adaptación a este reglamento conquistando 6 triunfos, 2 de la mano de Bugliotti y 4 de la mano de Ledesma quien a la postre se terminaría consagrando como campeón, dándole a Chevrolet su primer título en la historia del TC 2000.
En la temporada 2005, el equipo se presenta a la defensa del título, con varios cambios en su frente. El más reconocido de todos, fue la firma de un convenio con la petrolera argentina YPF por medio de su producto Elaion, por el cual el equipo pasó a denominarse como Chevrolet Elaion Pro Racing. Asimismo, la plantilla de pilotos sufriría una importante modificación, al anunciar Bugliotti su salida del equipo. Su lugar, fue ocupado por los pilotos Matías Rossi y Carlos Okulovich, quienes se sumaban al team para acompañar a Ledesma en la lucha por el título. A pesar de todos estos recambios, y de la obtención de dos triunfos (Paraná con Matías Rossi y Alta Gracia con Christian Ledesma), la defensa del título no sería exitosa y el equipo volvería a quedar relegado en la lucha por el campeonato.
En el año 2006, Chevrolet llega ajustadamente a la definición del campeonato frente a Honda. Luego de un buen arranque de año, el Chevrolet Astra de Matías Rossi mermó en su rendimiento, dejando acercarse peligrosamente a Juan Manuel Silva, quién le arrebató la punta luego de la carrera en Curitiba Brasil. Pero el Gran Premio de los 200 km de Buenos Aires, fue decisivo en las aspiraciones de Chevrolet. Un despiste al inicio de la carrera del Honda Civic de Silva (conducido por Anthony Reid), y la férrea actuación del binomio Matías Rossi-Alain Menu, forzaron la definición del campeonato en la última fecha. En la carrera de Paraná, Matías Rossi se impuso a Juan Manuel Silva y se coronó campeón por un punto de diferencia.
En el año 2007, Matías Rossi volvió a coronarse campeón de manera inobjetable, otorgándole a Chevrolet su tercer corona en 5 años de participación, además de consagrarse como “el bicampeón más joven de la historia” del TC 2000. Al mismo tiempo, en esta temporada llegaría a la veintena de triunfos, gracias a la victoria obtenida por Christian Ledesma en el Autódromo Eduardo Copello de la Provincia de San Juan.
El año 2008, fue el último de la escudería Chevrolet Pro Racing. Ese año, la alineación cambiaba luego de la partida de Matías Rossi al equipo oficial Renault. En su reemplazo fue convocado el piloto cordobés Ricardo Risatti III, quien ya tenía experiencia acumulada en el exterior. Los resultados este año fueron bastante regulares, finalizando Christian Ledesma en el 4º lugar del campeonato. Luego de este campeonato, el contrato que unía a Chevrolet Racing con el ProRacing Group, finalizó luego de 5 años y 3 títulos en su poder (2004, 2006 y 2007).

### Equipo DTA

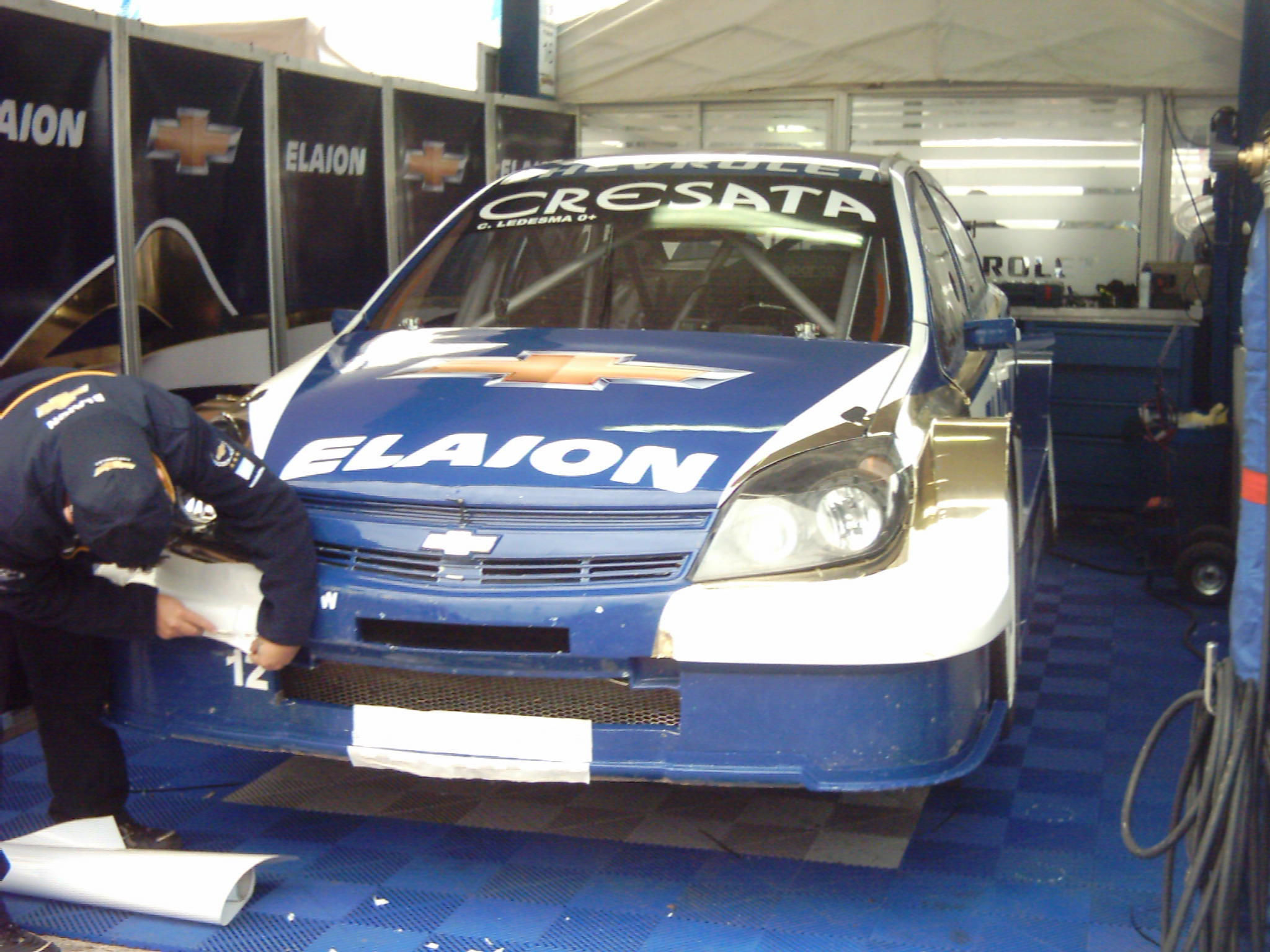
Modelo Chevrolet Vectra III atendido en boxes. Este modelo no logró repetir el éxito de su antecesor Astra.

Entre los años 2002 y 2009, una escudería particular se encargó de la puesta en pista de modelos de Chevrolet Astra, hasta la aparición de la escudería oficial. Esta escudería se denominaba Desarrollo Técnológico Argentino (DTA según sus siglas). Dirigida por Ulises Armellini, esta escudería siempre fue una constante en el TC 2000 en el armado y desarrollo de los modelos Astra. Su primer piloto fue Lucas Armellini, primo del director de la escudería y de larga trayectoria en el TC 2000 y el Turismo Nacional. Su participación, siempre fue constante en el equipo, teniendo diferentes compañeros con los cuales formó equipos, siendo los más destacados Luis Soppelsa (de larga trayectoria en el TC 2000), Marcos Di Palma, Jorge Trebbiani y Emiliano Spataro.
En el año 2006, otra escudería decide seguir los pasos del DTA. Su director, Rubén Valsagna, comprobó la confiabilidad de estos modelos, con el cual llegaría a alzarse con un podio. Su escudería fue bautizada como Edival Racing Team, utilizando el nombre de su máximo auspiciante, el fabricante de válvulas Edival. En su equipo, varias figuras se destacaron, siendo reconocidos Mariano Altuna, Esteban Tuero y Ezequiel Bosio.
A comienzos de 2008, estas estructuras deciden unirse en una sola, dando origen a la escudería DTA Power Tools. Sus pilotos en ese año fueron Fabián Yannantuoni y Agustín Canapino, pero siempre manteniendo las unidades Astra en pista.
En el año 2009, el nuevo equipo oficial Chevrolet reemplaza su modelo Astra por el nuevo Chevrolet Vectra. Sin embargo, el modelo Astra continuó en pista durante el 2009, siendo presentado por la escudería DTA. Esta escudería, que desde sus comienzos se inició preparando modelos Astra, se presentaba ante el nuevo desafío, equipando ahora los motores Duratec by Berta, homologados por la categoría. La conducción de estos coches les fueron confiadas a los pilotos Fabián Yannantuoni, Santiago Ventana y Matías Muñoz Marchesi, quien debutó en TC 2000, luego de consagrarse subcampeón de Fórmula Renault 2008.
Esta escudería presentó su equipo para pelear el Campeonato de Equipos Particulares, instaurado por el TC 2000, perdiéndolo en manos del equipo Basalto TTA, representante de Toyota. Con este subcampeonato, DTA cambió de marca, luego de la firma de contrato con la francesa Peugeot para su representación semioficial y dejando atrás siete años como representante de la marca Chevrolet.

### Un nuevo rumbo
Finalmente, luego de que Chevrolet anunciase su retiro como marca oficial del TC 2000, a fines de 2008, esta decisión fue revertida luego de que se celebrase un acuerdo entre General Motors de Argentina y la escudería JP Racing, campeona de Turismo Carretera en 2008. Este acuerdo, se concretó en febrero del año 2009 cuando fue presentado el nuevo equipo Chevrolet Elaion JP Racing.
A este equipo ya estaba cerrada la incorporación de Guillermo Ortelli como volante n.º 1, luego de desvincularse del equipo oficial Renault. Su llegada se vio beneficiada por haberse consagrado campeón de Turismo Carretera en 2008 bajo la estructura del JP Racing, y por formar parte del equipo con el preparador Guillermo Kissling, también desligado de Renault.
Al final, luego de varias idas y vueltas, el segundo piloto confirmado fue Christian Ledesma, de larga trayectoria con la marca Chevrolet en TC 2000 y campeón con esta marca en 2004. Luego de estas confirmaciones, quedó confirmado que el nuevo modelo a utilizar por la marca en TC 2000, será el nuevo Chevrolet Vectra III, en reemplazo del tradicional Astra. A pesar de que el modelo no se mostró competitivo, la terminal decidió renovarle la confianza un año más, manteniendo su alineación titular. En 2010, el modelo Vectra consigue arribar tres veces al podio a lo largo del año, al ganar en La Rioja, ser segundo en la Ciudad de Resistencia y tercero en Potrero de los Funes. Aun así, el gran número de deserciones volvió a dejar una imagen negativa por parte del modelo, terminando el año en el cuarto lugar del Torneo de Equipos y con sus pilotos en 9º y 11º lugar.
A finales del año 2010, el JP Racing anunció su nueva alineación titular para encarar el Torneo 2011 de TC 2000, ratificando a Christian Ledesma en el equipo y confirmando la desvinculación de Guillermo Ortelli y la contratación de Agustín Canapino, campeón 2010 del Turismo Carretera. En cuanto a su coche representativo, desde General Motors de Argentina se ratificó la participación del modelo Chevrolet Vectra III para el campeonato 2011, aunque se previó para mediados de calendario que el modelo sería reemplazado dando lugar al nuevo Chevrolet Cruze I, modelo comercializado desde el año 2010.
Sin embargo, un doble hecho infortunado en un mismo fin de semana adelantó el estreno del Chevrolet Cruze I el 1 de mayo de 2011. El día sábado 9 de abril de 2011, Agustín Canapino estrelló su Chevrolet Vectra durante los ensayos del circuito callejero de Santa Fe, dejando su unidad completamente inutilizable, mientras que el día domingo 10 de abril, Christian Ledesma fue embestido durante el desarrollo de la carrera final, quedando el modelo con severos daños, por los cuales hacía poner en duda la continuidad de este modelo para la fecha siguiente. La resolución final, tuvo como resultado el estreno del Cruze en la competencia disputada en San Martín (Mendoza), dejando abierta la posibilidad de poner al Vectra como vehículo de apoyo de la escudería oficial, posibilidad que terminaría saliendo a la luz con la confirmación de Pedro Gentile como tercer volante, debutando en la competencia disputada en Termas de Río Hondo el 17 de julio de 2011.

## Estadísticas

### Modelos
| Automóvil                  | Período                  | Motores                  | Victorias                | Campeonatos (Años)       |
| Turismo Competición 2000   | Turismo Competición 2000 | Turismo Competición 2000 | Turismo Competición 2000 | Turismo Competición 2000 |
| -------------------------- | ------------------------ | ------------------------ | ------------------------ | ------------------------ |
| Opel K-180                 | 1980 - 1985              | Chevrolet 110 1.8        | -                        | -                        |
| Chevrolet Kadett           | 1994 - 1995              | Chevrolet 2.0 8V         | -                        | -                        |
| Chevrolet Vectra II        | 1997 - 2001              | Chevrolet 2.0 16V        | 2                        | -                        |
| Chevrolet Astra            | 2002 - 2008              | Chevrolet 2.0 16V        | 24                       | 3 (2004, 2006 y 2007)    |
| Chevrolet Astra            | 2002 - 2008              | Chevrolet Spiess 2.0 16V | 24                       | 3 (2004, 2006 y 2007)    |
| Astra-Berta (híbrido)      | 2009                     | Duratec by Berta         | -                        | -                        |
| Vectra III-Berta (híbrido) | 2009 - 2011              | Duratec by Berta         | 1                        | -                        |
| Cruze-Berta (híbrido)      | 2011, 2015-2017          | Duratec by Berta         | 2                        | -                        |
| Súper TC 2000              |                          |                          |                          |                          |
| Cruze I-RPE V8 (Híbrido)   | 2012 - 2018              | RPE V8                   | 10                       | 1 (2016)                 |
| Cruze II-RPE V8 (Híbrido)  | 2016 - 2018              | RPE V8                   | 1                        | 1 (2016)                 |
| Cruze II-Oreca (Híbrido)   | 2019-presente            | Oreca 2.0 Turbo          | 1                        |                          |

### Victorias
| Victorias                | Fecha                           | Piloto                   | Automóvil                |
| Turismo Competición 2000 | Turismo Competición 2000        | Turismo Competición 2000 | Turismo Competición 2000 |
| ------------------------ | ------------------------------- | ------------------------ | ------------------------ |
| Primera Victoria         | 1997 - 27ª Fecha - Rafaela      | Guillermo Ortelli        | Chevrolet Vectra II      |
| Última victoria          | 2011 - 9.ª fecha - General Roca | Agustín Canapino         | Chevrolet Cruze I        |
| Súper TC 2000            |                                 |                          |                          |
| Primera Victoria         | 2013 - 5ª Fecha - Alta Gracia   | Agustín Canapino         | Chevrolet Cruze I        |
| Última Victoria          | 2016 - 14.ª Fecha - Alta Gracia | Agustín Canapino         | Chevrolet Cruze II       |

### Campeonatos
| #                        | Año                      | Piloto                   | Automóvil                | Victorias                |
| Turismo Competición 2000 | Turismo Competición 2000 | Turismo Competición 2000 | Turismo Competición 2000 | Turismo Competición 2000 |
| ------------------------ | ------------------------ | ------------------------ | ------------------------ | ------------------------ |
| 1                        | 2004                     | Christian Ariel Ledesma  | Chevrolet Astra          | 4                        |
| 2                        | 2006                     | Matías Rossi             | Chevrolet Astra          | 5                        |
| 3                        | 2007                     | Matías Rossi             | Chevrolet Astra          | 3                        |
| Súper TC 2000            |                          |                          |                          |                          |
| 1                        | 2016                     | Agustín Canapino         | Chevrolet Cruze I        | 3                        |
| 1                        | 2016                     | Agustín Canapino         | Chevrolet Cruze II       | 1                        |

### Pilotos ganadores
| #                                     | Piloto                   | Automóvil                | Victorias                | Años con la marca        |
| Turismo Competición 2000              | Turismo Competición 2000 | Turismo Competición 2000 | Turismo Competición 2000 | Turismo Competición 2000 |
| ------------------------------------- | ------------------------ | ------------------------ | ------------------------ | ------------------------ |
| 1                                     | Guillermo Ortelli        | Chevrolet Vectra II      | 2                        | 1997-1998                |
| 1                                     | Guillermo Ortelli        | Chevrolet Vectra III     | 0                        | 2009-2010                |
| 2                                     | Christian Ledesma        | Chevrolet Astra          | 10                       | 2003-2008                |
| 2                                     | Christian Ledesma        | Chevrolet Vectra III     | 1                        | 2009-2011                |
| 2                                     | Christian Ledesma        | Chevrolet Cruze          | 0                        | 2011                     |
| 3                                     | Marcelo Bugliotti        | Chevrolet Astra          | 5                        | 2003-2004/2006-2008      |
| 4                                     | Matías Rossi             | Chevrolet Astra          | 9                        | 2005-2007                |
| 5                                     | Agustín Canapino         | Chevrolet Astra          | 0                        | 2007-2008                |
| 5                                     | Agustín Canapino         | Chevrolet Vectra III     | 0                        | 2011                     |
| 5                                     | Agustín Canapino         | Chevrolet Cruze I        | 2                        | 2011                     |
| Súper TC 2000                         |                          |                          |                          |                          |
| 1                                     | Agustín Canapino         | Chevrolet Cruze I        | 6                        | 2012-2013, 2016          |
| 1                                     | Agustín Canapino         | Chevrolet Cruze II       | 4                        | 2016-presente            |
| 2                                     | Norberto Fontana         | Chevrolet Cruze          | 2                        | 2014-2016                |
| 2                                     | Norberto Fontana         | Chevrolet Cruze II       | 0                        | 2016-2017                |
| 3                                     | Franco Vivian            | Chevrolet Cruze I        | 1                        | 2013-2015                |
| 3                                     | Matías Muñoz Marchesi    | Chevrolet Cruze I        | 1                        | 2014-2016                |
| 4                                     | Bernardo Llaver          | Chevrolet Cruze II       | 3                        | 2017-presente            |
| Pilotos invitados que también ganaron |                          |                          |                          |                          |
| Turismo Competición 2000              |                          |                          |                          |                          |
| 1                                     | Alain Menu               | Chevrolet Astra          | 1                        | 2004-2011                |
| Súper TC 2000                         |                          |                          |                          |                          |
| 2                                     | Guillermo Ortelli        | Chevrolet Cruze I        | 1                        | 2016                     |